# Municipio de Wood Lake (Minnesota)
El municipio de Wood Lake (en inglés: Wood Lake Township) es un municipio ubicado en el condado de Yellow Medicine en el estado estadounidense de Minnesota. En el año 2010 tenía una población de 231 habitantes y una densidad poblacional de 2,54 personas por km².

## Geografía
El municipio de Wood Lake se encuentra ubicado en las coordenadas 44°40′35″N 95°31′55″O / 44.67639, -95.53194. Según la Oficina del Censo de los Estados Unidos, el municipio tiene una superficie total de 91.09 km², de la cual 89,19 km² corresponden a tierra firme y (2,09 %) 1,9 km² es agua.

## Demografía
Según el censo de 2010, había 231 personas residiendo en el municipio de Wood Lake. La densidad de población era de 2,54 hab./km². De los 231 habitantes, el municipio de Wood Lake estaba compuesto por el 97,4 % blancos, el 0,87 % eran amerindios, el 0,43 % eran asiáticos y el 1,3 % eran de una mezcla de razas. Del total de la población el 3,03 % eran hispanos o latinos de cualquier raza.